# Каптурники
Капту́рники або несправжні короїди (Bostrichidae) — невелика родина ряду твердокрилих. Довжина до 15 мм, зовні схожі на короїдів. Голова прикрита передньоспинкою, неначе каптуром, звідси походить українська назва. Близько 550 видів, переважно в тропіках. В Європі 47 видів і підвидів. Імаго і личинки живуть в деревині хворих і мертвих дерев, у виробах із деревини, рідше в зернах злаків. Багато видів пошкоджують лісоматеріали. В Україні часто зустрічається каптурник звичайний (Bostrichus capucinus), чорний жук з червоними надкрилами та черевцем.